# Hermann von Pückler-Muskau
Hermann Ludwig Heinrich von Pückler-Muskauⓘ (Muskau, 30 de octubre de 1785  - Castillo Branitz cerca de Cottbus, 4 de febrero de 1871) fue un noble, explorador y aventurero alemán conocido como un excelente paisajista y, en su tiempo, como autor de libros sobre sus viajes por Europa y el norte de África. 

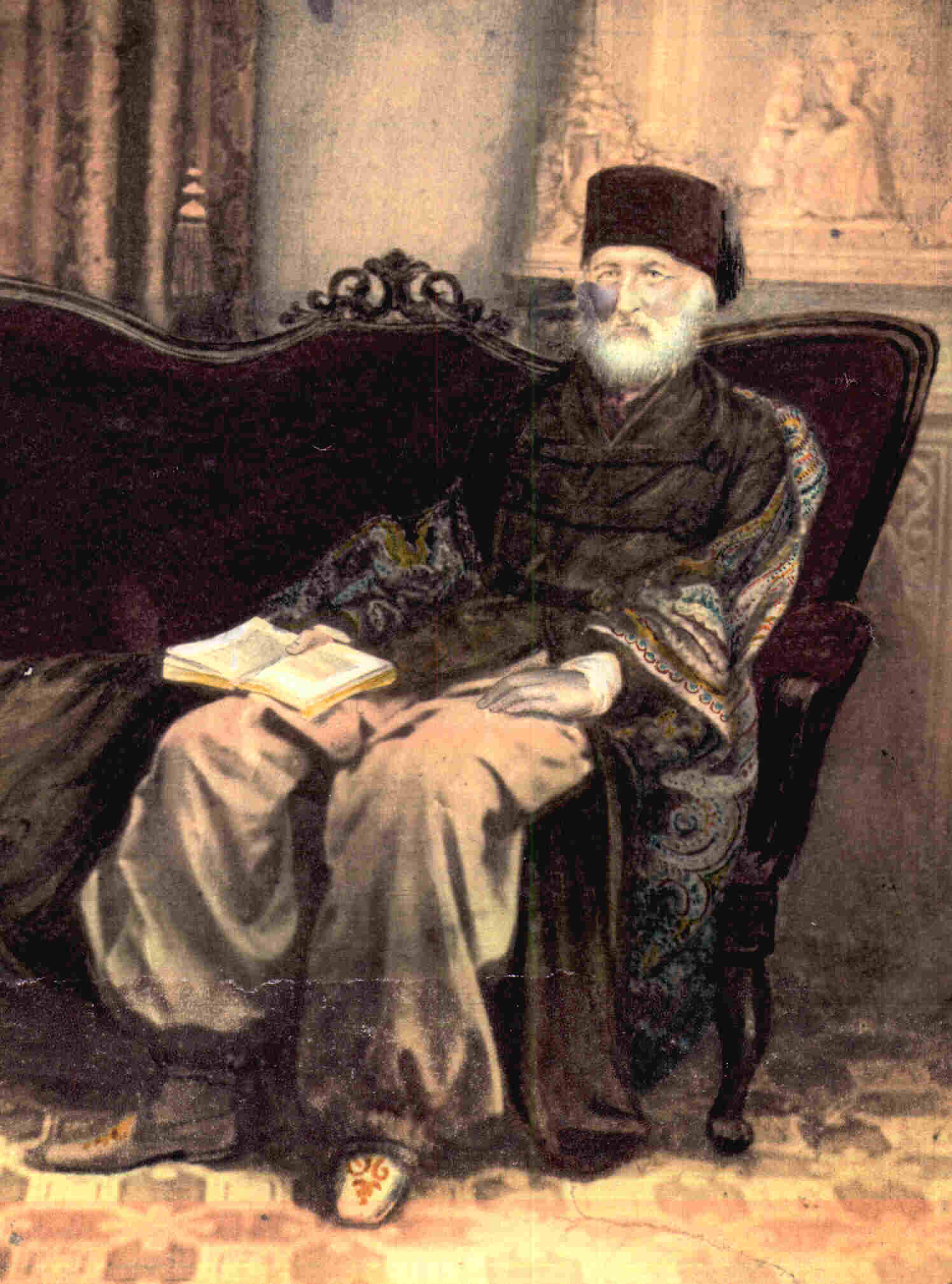
El viejo príncipe Pückler-Muskau en traje oriental.

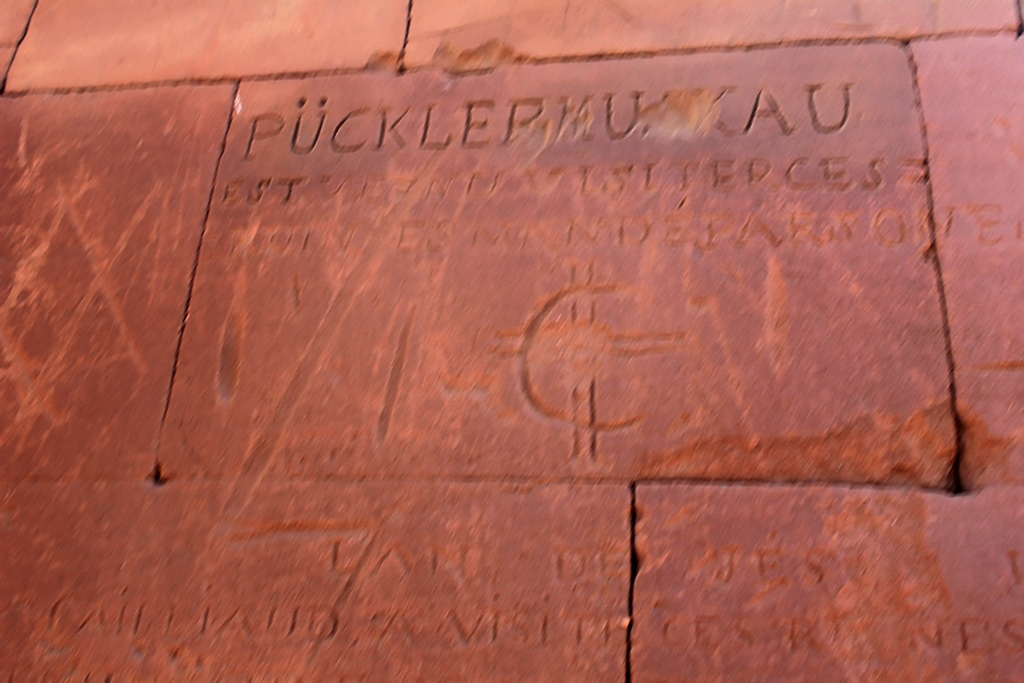
Grafiti que grabó Pückler en el gran recinto de Musawwarat

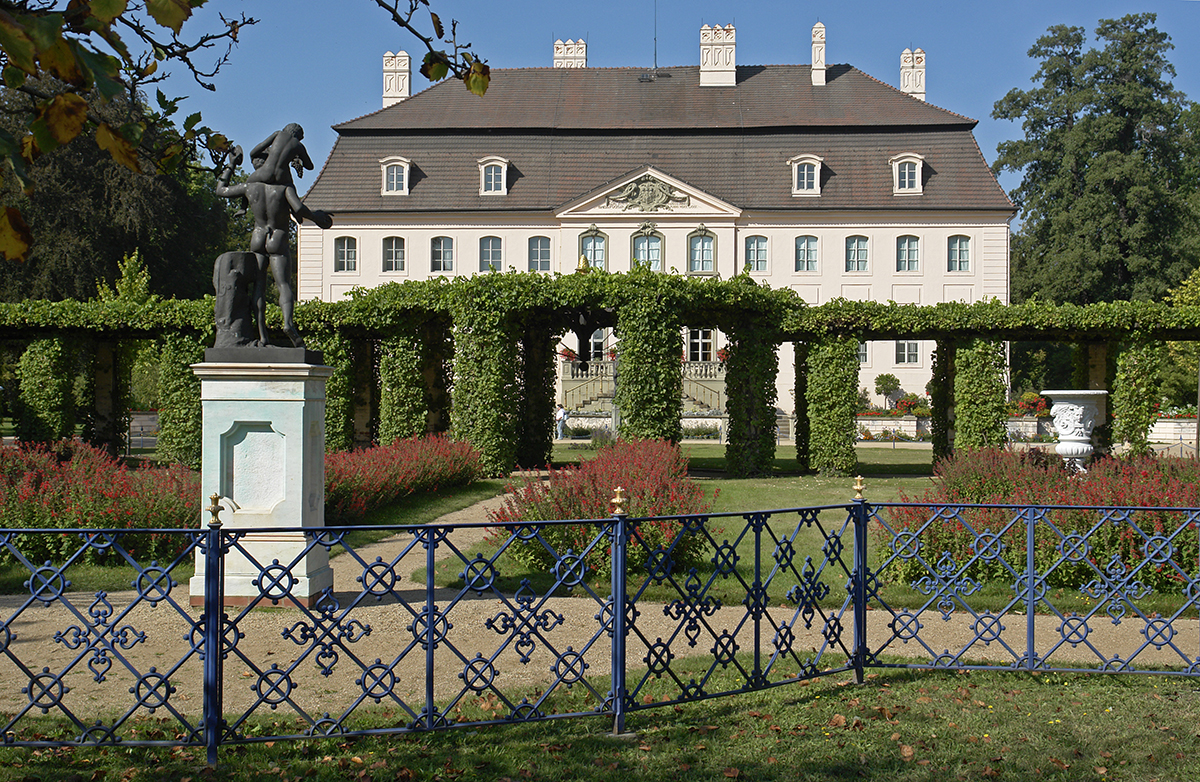
Castillo de Branitz.

Fue el creador del Parque de Muskau declarado patrimonio de la humanidad por la Unesco.

## Biografía
En 1801 se matriculó en la Universidad de Leipzig para estudiar leyes, pero abandonó sus estudios para seguir la carrera militar. 
Entre 1802 y 1806 sirvió en el regimiento de caballería Garde du Corps  en Dresde. A continuación emprendió una serie de extensos viajes por Italia y Francia, en parte a pie.
Al morir su padre en 1811, hereda la baronía de Muskau que anteriormente había sido el señorío más extenso del Sacro Imperio Romano Germánico. Dejó el cuidado de la propiedad a su amigo, el poeta Leopold Schefer, para participar en la guerra de liberación contra Napoleón. Pückler-Muskau se distinguió en el campo de batalla como oficial con las tropas del duque de Sajonia-Weimar y por un tiempo fue gobernador militar y civil de la ciudad de Brujas.
En 1812 viajó a Inglaterra donde permaneció un año. En ese tiempo se relacionó con la alta sociedad inglesa y adquirió las costumbres de un dandi inglés. También visitó y estudió varios jardines y parques, descubriendo su afición por el diseño de jardines.
De regreso en Muskau, comenzó el diseño y la creación del Parque de Muskau, el cual sería su legado más duradero y en el que gastó una fortuna. En 1815, tras el Congreso de Viena sus propiedades en Lusacia pasaron de Sajonia a Prusia. Se estima que Pückler-Muskau estaba entre los quince más grandes terratenientes del reino de Prusia
En 1817 se casó con Lucie von Hardenberg, nueve años mayor que él e hija del primer ministro de Prusia, Karl August von Hardenberg. Este matrimonio fue legalmente disuelto en 1826, pero la pareja vivió junta hasta el fin de sus vidas en términos amigables. 
El 1822 le fue concedido el título de Fürst (príncipe) por el rey de Prusia en compensación por ciertos derechos a los que había renunciado. 
Entre 1825 y 1829, el endeudado príncipe emprendió varios viajes a Inglaterra en búsqueda de una mujer adinerada con quien casarse y resolver sus problemas económicos. Estos esfuerzos no tuvieron éxito, por lo que Pückler-Muskau decidió hacer un viaje a Egipto, donde el jedive Mehmet Ali Pascha lo recibió como invitado de Estado y le instaló en un palacio con sirvientes. Hizo otros viajes al cercano oriente, visitando Constantinopla, Grecia, las cataratas del Nilo y los sitios arqueológicos de Al-Musawwarat as-sufra y Naqa en Nubia.
De regreso en Alemania, vivió en Berlín por un tiempo antes de mudarse a Muskau, donde continuó mejorando el Parque de Muskau. 
En 1845, debido a sus deudas, se vio forzado a vender la baronía de Muskau. El príncipe Pückler-Muskau se trasladó a su castillo de Branitz, cerca de Cottbus. Con el dinero de la venta de la baronía comenzó a hacer modificaciones al castillo de Branitz, con la fuerte influencia de Gottfried Semper. También creó un nuevo parque en el estilo inglés, el Parque Príncipe Pückler, que existe hasta hoy en día.
El príncipe Pückler-Muskau fue un personaje intrépido hasta el fin de su vida. En 1866, a la edad de 81 años, participó en la Guerra de las Siete Semanas entre Austria y Prusia. Cuatro años más tarde se presentó para servir en la Guerra franco-prusiana, pero esta vez fue rechazado. 
Hermann Ludwig Heinrich von Pückler-Muskau murió el 4 de febrero de 1871 en el castillo de Branitz, sin haber tenido hijos. Fue enterrado según sus instrucciones en un túmulo piramidal en el parque de Branitz.

## Obras de jardinería
Entre los conocedores, el príncipe Pückler-Muskau es considerado un genio en el arte del diseño de jardinería. Su desarrollo del  parque inglés en Muskau y Branitz es considerado incluso superior a los trabajos de Peter Joseph Lenné y Friedrich Ludwig von Sckell. Ambos parques son considerados, hasta el día de hoy, como la culminación del arte del paisajismo en la Europa del siglo XIX.
Lo que hizo que la creación de sus jardines fuese tan cara, es que movía grandes cantidades de tierra en áreas en que el terreno local no era apropiado. También fue de los primeros jardineros en trasplantar árboles ya crecidos de un lugar a otro para crear líneas de perspectiva. A diferencia de los jardines de los nobles ingleses, que él podía visitar gracias a los permisos que su alto rango social le permitían conseguir, sus parques siempre estuvieron abiertos al público.
Pückler-Muskau escribió un importante tratado de jardinería, la única obra que publicó sin usar seudónimo, titulada "Andeutungen über Landschaftsgärtnerei verbunden mit der Beschreibung ihrer praktischen Anwendung in Muskau" ("Apuntes sobre la jardinería de paisaje, unida a una descripción de su uso práctico en Muskau"). Su influencia en la jardinería y el paisajismo se extendió gracias a la obra de sus discípulos, como Eduard Petzold, que desarrolló sus ideas y las difundió por Alemania y Europa.

## Obra literaria

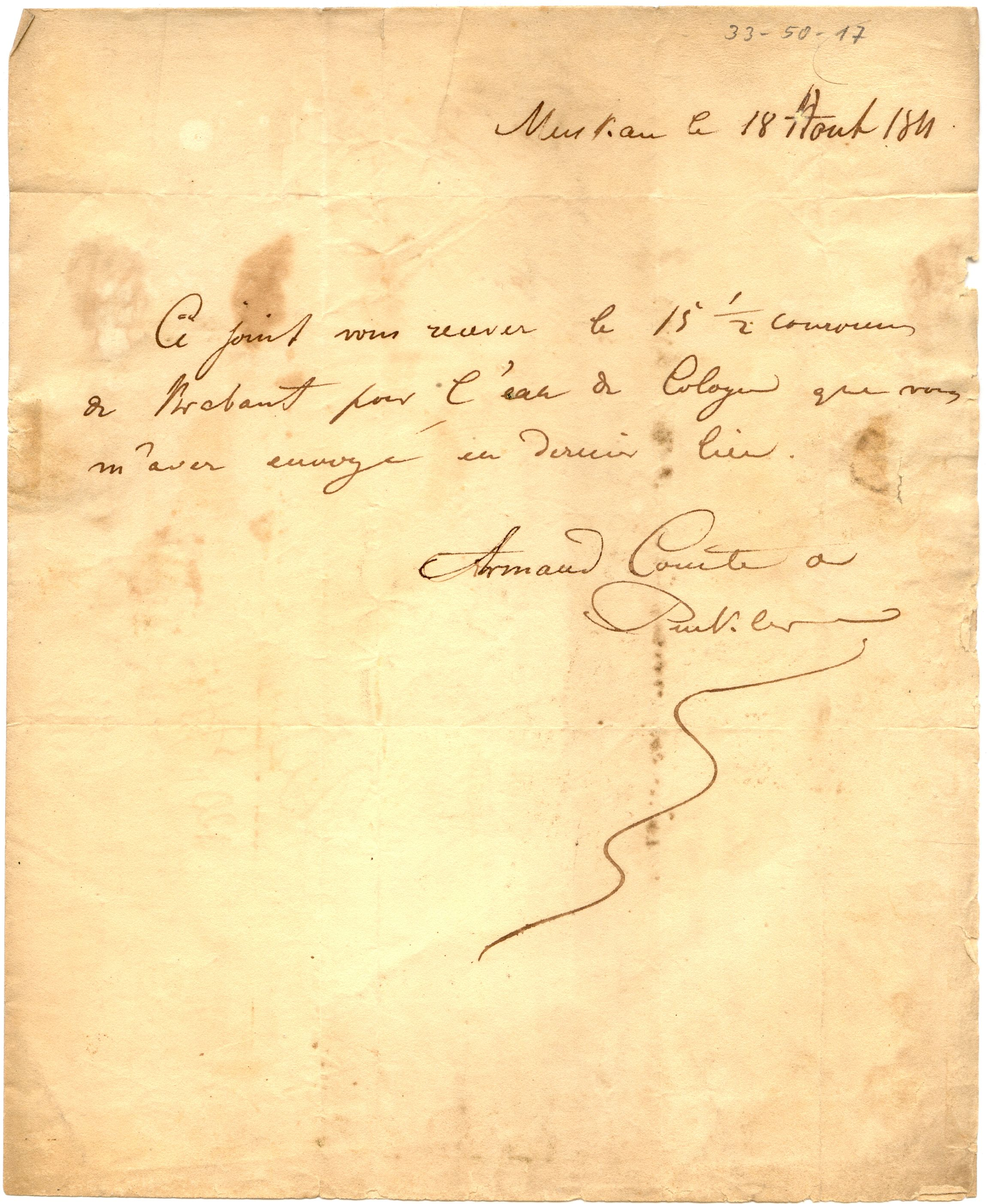
Carta de Pückler-Muskau a Farina en Colonia, 1811.

Su fama entre sus contemporáneos está basada en el libro publicado en forma anónima „Briefe eines Verstorbenen“ (Cartas de un muerto),  que es una colección de cartas a su esposa. Fue idea de ella que las cartas fuesen publicadas en forma de libro, el que pronto fue un éxito editorial en Alemania, Francia e Inglaterra.
A su éxito literario contribuyeron las calidades estilísticas de su obra, que era reconocida por los nobles de la época como perteneciente a su clase. Debido a su habilidad social, costumbres de dandi y exóticas experiencias, tuvo un amplio círculo de amigos, entre los que estaban grandes personajes de la época como Friedrich Schinkel, Leopold Schefer, E. T. A. Hoffmann, Bettina von Arnim, Karl August Varnhagen von Ense y Heinrich Heine, todos ellos, al igual que él, eran invitados regulares del salón de Rahel Varnhagen.
La lista completa de sus obras publicadas es la siguiente:
- Briefe eines Verstorbenen (4 tomos, 1830-31)
- Andeutungen über Landschaftsgärtnerei (tratado de jardinería y único libro publicado bajo su nombre, 1834)
- Tutti Frutti (5 tomos, 1834)
- Jugend-Wanderungen (1835)
- Semilassos vorletzter Weltgang (3 tomos, 1835)
- Semilasso in Afrika (5 tomos, 1836)
- Der Vorläufer (1838)
- Südöstlicher Bildersaal (3 tomos. Sobre su viaje a Grecia, 1840/41)
- Aus Muhammad Ali Pascha Reich (3 tomos. Sobre sus experiencias con Mehmet Alí, 1844)
- Die Rückkehr (3 tomos, 1846-48)
- Briefwechsel und Tagebücher des Fürsten Hermann von Pückler-Muskau (9 tomos. Cartas y diarios publicados en forma póstuma por Ludmilla Assing, 1873-76)
- Liebesbriefe eines alten Kavaliers. Briefwechsel des Fürsten Pückler mit Ada von Treskow (Cartas de amor publicadas por Werner Deetjen, 1938)
- »Die Leidenschaft ist der Schlüssel zur Welt«. Briefwechsel 1832-1844. Con Bettine von Arnim, [y comentarios de Enid Gajek y Bernhard Gajek, Stuttgart: Cotta 2001, ISBN 3-7681-9809-X
- Briefe aus der Schweiz [opinión y comentarios de Charles Linsmayer]. Zürich: Sanssouci 1981, ISBN 3-7254-0340-6